# Rifugio Ernesto Tazzetti
Das Rifugio Ernesto Tazzetti (2642 m s.l.m.) ist eine in den Sommermonaten bewirtschaftete Schutzhütte in den Grajischen Alpen der norditalienischen Metropolitanstadt Turin/Region Piemont.
Das Rifugio des Club Alpino Italiano (CAI) gehört zur Gemeinde Usseglio und liegt im Talschluss des Valle di Viù oberhalb des Lago di Malciaussia.

## Geschichte
Das Rifugio wurde als Rifugio Fons ’d Rumur al Rocciamelone 1913 von der Sektion Turin des CAI errichtet. 1933 wurde es nach dem Arzt und Alpinisten Ernesto Tazzetti benannt, der 1927 tödlich verunglückte. Das Rifugio ist mehrmals, zuletzt 1998, erweitert und modernisiert worden.

## Zugang
- Vom Lago di Malciaussia (2,5 h).

## Übergänge
- Zum Rifugio Luigi Cibrario über den Col Sulé
- Zum Rifugio Cà d’Asti über den Gipfel des Rocciamelone
- Zum Refuge d'Avérole über den Colle dell'Autaret

## Gipfelbesteigungen
- Rocciamelone, 3538 m